# 倦 (葉德嫻專輯)
《倦》，香港歌手葉德嫻第四張音樂專輯，於1983年推出。

## 音樂
陳永良首次擔任葉德嫻專輯的監製（與施宏達合作），一反上張專輯的選曲取向，以改編歐西流行曲為主，並貢獻了三首風格迥異的原創曲：搖滾風的《孤獨最好》、輕快的《我最喜愛的歌》和中式小調《倦》，當中以《倦》最受注目，是其嶄露頭角之作。陳永良是新一輩的作曲人，較受西洋音樂薰陶。此曲的主歌以中國傳統的純五聲音階寫成，副歌卻「偏音吃重」，滲入了西洋音樂的手法。而編曲則獲形容為「中西合璧」、精緻、樂器編排得宜。
詞人林振強曾表示為第一個音符填上「倦」後就陷入了瓶頸，將「倦」改為「夜」後才文思豁然，結果全首詞裡一個「倦」字都沒有。歌詞獲讚「情景並茂」、副歌處的感慨能「免俗」、「辭越從容情越迫切（引古典文學專家劉永濟語）」；但仍有批評的聲音，出道前的林夕認為歌詞雖富有畫面感，但「星、夜、紅葉等外物……作用就僅止於場面襯托和本身物性的暗示力，沒有進一步的象徵意義，也沒有更複雜的關係來表現倦的感覺。」
葉德嫻首次涉獵中式小調，反響甚佳。音樂監製許願曾表示「在那個年代，前衛的葉德嫻肯用中國味道的小調歌曲，去唱一些很現代的感覺」，這是林憶蓮的專輯《野花》（1991年）其中一個概念啟蒙。
唱片騎師週報的樂評人阮樁堂讚賞專輯「由眩目、迷惑；到無奈、嘆息」的合理曲順，以及「層次細膩、均勻」的混音；並形容編曲「完整」，但「略呈著跡」；大致滿意葉德嫻的表現，但指出她有時會唱得過火；部分歌詞則被批評「缺乏實質與獨特意念」。

## 銷量與獎項
葉德嫻憑《倦》及其同名曲獲得首支香港電台中文歌曲龍虎榜的周冠軍曲與十大勁歌金曲，以及第二張白金唱片（1984年）。

## 美術
自《倦》起，葉德嫻的專輯美術和形象設計便由劉天蘭負責，並以低成本卻獨特而精緻見稱，像這張獲得好評的專輯封面，背景和葉德嫻的衣服是兩幅塞進瓶子裡而變皺的歐根紗布。

## 曲目列表
| 黑膠唱片（唱片編號：WLLP-2909） | 黑膠唱片（唱片編號：WLLP-2909） | 黑膠唱片（唱片編號：WLLP-2909） | 黑膠唱片（唱片編號：WLLP-2909）               | 黑膠唱片（唱片編號：WLLP-2909） | 黑膠唱片（唱片編號：WLLP-2909）                                               | 黑膠唱片（唱片編號：WLLP-2909） |
| 曲序                            | 曲目                            |                                 | 作曲                                          | 编曲                            | 备注                                                                          | 时长                            |
| ------------------------------- | ------------------------------- | ------------------------------- | --------------------------------------------- | ------------------------------- | ----------------------------------------------------------------------------- | ------------------------------- |
| 1.                              | 任你鎖住我                      | 盧國沾                          | D.Lampert、J. Seneca                          | 陳永良                          | 改編Angela Bofill的《Break it to Me Gently》 香港電台廣播劇《城市故事》主題曲 | 3:00                            |
| 2.                              | 孤獨最好                        | 盧國沾                          | 陳永良                                        | 陳永良                          |                                                                               | 3:28                            |
| 3.                              | 我所喜愛的歌                    | 鄭國江                          | 陳永良                                        | 陳永良                          | 無線電視劇《鬼咁夠運》插曲                                                    | 3:09                            |
| 4.                              | 施展法術                        | 盧國沾                          | Dori Gammy、Nelson Mom、A.Bergman、M. Bergman | 奧金寶                          | 改編自Sergio Mendes and Brasil '66的《Like a Lover》                          | 4:03                            |
| 5.                              | 心裡的春天                      | 鄭國江                          | 米榭‧李葛蘭                                   | 陳永良                          | 改編自Cleo Laine的《You Must Believe in Spring》                              | 3:06                            |
| 6.                              | 可人兒                          | 鄭國江                          | G.Guhrie / F.Grant                            | 陳永良                          | 改編自Angela Bofill的《This time I'll be sweeter》                            | 3:35                            |
| 7.                              | 奈何                            | 鄭國江                          | B.Raleigh、B. Halley                          | 陳永良                          | 改編自達斯蒂·斯普林菲爾德的《That's How Heartaches Are Made》                 | 2:36                            |
| 8.                              | 無論你是誰                      | 鄭國江                          | D.Bugatti、F.Musker                           | 陳永良                          | 改編自第三度空間的《A Woman in Love》                                         | 3:45                            |
| 9.                              | 想你                            | 何重立                          | T.Bell、W.Hart                                | 陳永良                          | 改編自The Delfonics的《La La Means I Love You》                               | 3:13                            |
| 10.                             | 倦                              | 林振強                          | 陳永良                                        | 陳永良                          | 曾獲劉德華和盧冠廷翻唱，分別收錄於專輯《Memories》和《Salute Deux》。         | 3:49                            |
| 总时长：                        | 总时长：                        | 总时长：                        | 总时长：                                      | 总时长：                        | 总时长：                                                                      | 33:15                           |